# Friedrich Wilhelm Braun
Friedrich Wilhelm Braun (Rio de Janeiro, 1941. július 18. – 2025. február 2.) világbajnok és olimpiai bronzérmes brazil kosárlabdázó.

## Pályafutása
17 évesen kezdett kosárlabdázni. A Rio Claró-i Clube Ginístico csapatában játszott, mielőtt a Rio de Janeiró-i Fluminense csapatához szerződött. 1961-ben a Fluminensável Rio de Janeiro állam bajnoka lett, és bajnok lett a brazil államok bajnokcsapatai közötti versenyben is. Később az EC Sírio és a Piracicaba klubokban játszott.
1961-ban lett tagja a brazil válogatottnak. Az 1963-as hazai rendezésű világbajnokságon arany-, ugyanebben az évben a São Pauló-i Pánamerikai játékokon ezüst-, az 1964-es tokiói olimpián bronzérmet szerzett a brazil csapattal.
1981-ben vonult vissza az aktív játéktól. A civil életben vegyészmérnökként tevékenykedett.

## Sikerei, díjai
- Olimpiai játékok
  - bronzérmes: 1964, Tokió
- Világbajnokság
  - aranyérmes: 1963
- Pánamerikai játékok
  - ezüstérmes: 1963, São Paulo